# 漁田武雄
漁田 武雄（いさりだ たけお、1950年8月6日 - ）は、日本の心理学者（認知心理学・実験心理学・環境的文脈依存記憶）。学位は文学博士（広島大学・1991年）。静岡大学名誉教授、静岡産業大学経営学部教授。
広島大学教育学部助手、国立特殊教育総合研究所精神薄弱教育研究部研究員、静岡大学教養部助教授、静岡大学情報学部教授、静岡大学大学院情報学研究科教授、静岡大学情報学部情報社会学科学科長、日本認知心理学会理事、静岡大学大学院創造科学技術研究部教授などを歴任した。

## 来歴

### 生い立ち
1950年8月、広島県広島市に生まれた。広島市立段原小学校、広島学院中学校を経て、広島学院高等学校を卒業する。父親から大学進学を反対されたため、やむなく家出のような状況で広島市を離れ、1969年4月に横浜国立大学に入学する。このような経緯から、実家からの仕送りは一切なく、神奈川県横浜市の下宿で奨学金とアルバイトのみで暮らすことになる。横浜国立大学では教育学部に在籍し、小学校課程の心理学専攻にて心理学を学んだ。記憶の分子仮説に興味を持ったことから、担任教官の小川捷之の紹介で、東京教育大学の藤田統の研究室に通い、分子仮説の検証実験を見学する。しかし、横浜国立大学の設備ではこのような研究を行うのは難しいと判断し、ヒトの記憶の自由再生実験に取り組むこととなった。卒業論文は平出彦仁の指導を受けた。1973年3月に横浜国立大学を卒業し、広島大学の大学院に入学する。大学院では、教育学研究科の実験心理学専攻にて心理学を学ぶ。大学院の修士課程では、古浦一郎や祐宗省三らの講義を受けた。1975年3月に修士課程を修了し、引き続き教育学研究科実験心理学専攻の博士後期課程に進む。1976年9月に、博士後期課程を退学した。なお、後年、博士論文「エピソード記憶の文脈依存機構――環境的文脈の変化が再生と再認におよぼす効果」によって、広島大学より文学博士の学位が授与されている。

### 研究者として
大学院を退学し、1976年10月より広島大学の教育学部に助手として勤務し、学習心理学講座を担当する。1981年8月に国立特殊教育総合研究所に転じ、精神薄弱教育研究部の重度精神薄弱教育研究室にて研究員として勤務する。1982年4月に静岡大学に転じ、教養部の講師として着任する。翌年4月には、静岡大学にて教養部の助教授に昇任する。1995年10月、静岡大学の情報学部にて教授に昇任する。情報学部では情報社会学科の講義を担当する。その後、静岡大学大学院の情報学研究科の教授の方が本務となる。また、静岡大学の大学院の一部に研究部・教育部制が導入されたことにともない、理工学研究科などの後期博士課程が再編され新たに創造科学技術研究部と自然科学系教育部が発足した。それにともない、創造科学技術研究部の教授も兼務することとなり、自然科学系教育部の情報科学専攻の講義を担当する。

## 研究
専門は心理学であり、認知心理学をはじめ実験心理学や環境的文脈依存記憶といった分野を研究している。研究のテーマとしては、記憶の文脈依存性について取り組んでいる。具体的には、複合場所文脈操作や、背景色による文脈依存効果をはじめ、背景音楽の文脈依存効果、匂いの文脈依存効果、フォントや単純視覚るいはビデオの文脈依存効果について研究している。記憶の自由再生においての背景色による文脈依存効果は、漁田らが世界で初めて発表した。その結果、「文脈依存効果の記憶研究では、チーム漁田・漁田研は世界1」とされるに至った。これらの業績に対しては、これまでに日本認知心理学会技術性評価部門優秀発表賞などが授与されている。所属している学術団体としては、日本心理学会、日本認知心理学会、日本基礎心理学会、アメリカ心理学会、などが挙げられる。日本認知心理学会では、発起人の一人として名を連ねている。

## 人物
1950年の広島原爆忌に広島市で生まれた。5年前の原子力爆弾投下によって、漁田家の本家は全滅、自身の異母兄も亡くなるなど家族や親族が大きな被害を受けている。そのため、自身の誕生日について「家族にとって、広島の人々にとって、1年の中で最も悲しい日時に生まれた」と語っている。周囲からは「おまえは死んだ兄たちの生まれかわりだ」といわれて育ったという。横浜国立大学入学のため横浜市に転居するまでは、ずっと広島市に住んでおり、ほとんど県外に出たことがなかった。古里への愛着は深く「広島に生まれたこと、原爆記念日に生まれたことを、大変誇りに思っています」と語っている。
趣味は音楽であり、高校生の頃にはビートルズに憧れロックバンドを結成、ギターとボーカルを担当した。大学院生の頃には作曲に興味が移っていたが、井上陽水の『氷の世界』を聴いて衝撃を受け、それ以来作曲ができなくなったという。

## 略歴
- 1950年 - 広島県広島市にて誕生。
- 1963年 - 広島市立段原小学校卒業。
- 1966年 - 広島学院中学校卒業。
- 1969年 - 広島学院高等学校卒業。
- 1973年 - 横浜国立大学教育学部卒業。
- 1975年 - 広島大学大学院教育学研究科修士課程修了。
- 1976年 - 広島大学大学院教育学研究科博士後期課程退学。
- 1976年 - 広島大学教育学部助手。
- 1981年 - 国立特殊教育総合研究所精神薄弱教育研究部研究員。
- 1982年 - 静岡大学教養部講師。
- 1983年 - 静岡大学教養部助教授。
- 1995年 - 静岡大学情報学部教授。
- 1998年 - 静岡大学大学院情報学研究科教授。
- 2003年 - 日本認知心理学会理事。
- 2009年 - 静岡大学大学院創造科学技術研究部教授。
- 2016年 - 静岡大学名誉教授。
- 2016年 - 静岡産業大学経営学部教授。

## 賞歴
- 2010年 - 日本認知心理学会技術性評価部門優秀発表賞。

## 著作

### 共著
- 羽生義正編『教育の基礎としての学習心理学』北大路書房、1978年。
- 吉岡一郎・村瀬聿男編『乳幼児の心理実験演習』北大路書房、1979年。ISBN 4762800236
- 漁田武雄ほか共著『心理学』酒井書店、1984年。
- 福田幸男編『心理学――人間の行動を理解する』川島書店、1984年。ISBN 4761002409
- 羽生義正編著『現代学習心理学要説』北大路書房、1988年。ISBN 4762801003
- 静岡教養心理学研究グループ編、漁田武雄ほか共著『現代心理学――心を科学する』酒井書店、1989年。ISBN 4782201893
- 坂本重雄・山脇貞司編著『高齢者介護の政策課題』勁草書房、1996年。ISBN 4326601051
- 羽生義正編著『パースペクティブ学習心理学』北大路書房、1999年。ISBN 4762821365

## 関連人物
- 漁田俊子
- 小川捷之